# Ministerie van Werkgelegenheid (Denemarken)
Het Deens ministerie van Werkgelegenheid (Deens: Beskæftigelsesministeriet) is een departement van de Deense overheid.

## Geschiedenis
Het Beskæftigelsesministeriet werd in 1942 opgericht als Arbejdsministeriet met Johannes Kjærbøl als eerste "minister van Arbeid". De taken van het departement omvatten de wetgeving over werkloosheidsuitkering, arbeidsrecht en arbeidsmarkt. Het ministerie zorgt ook voor arbeidsbemiddeling en een actief arbeidsmarktbeleid. De diensten Centrum voor Werkgelegenheid (Center for Aktiv BeskæftigelsesIndsats) en het Nationaal Instituut voor Arbeidswelzijn (Det Nationale Forskningscenter for Arbejdsmiljø) vallen ook onder het ministerie.